# RaDeschnig

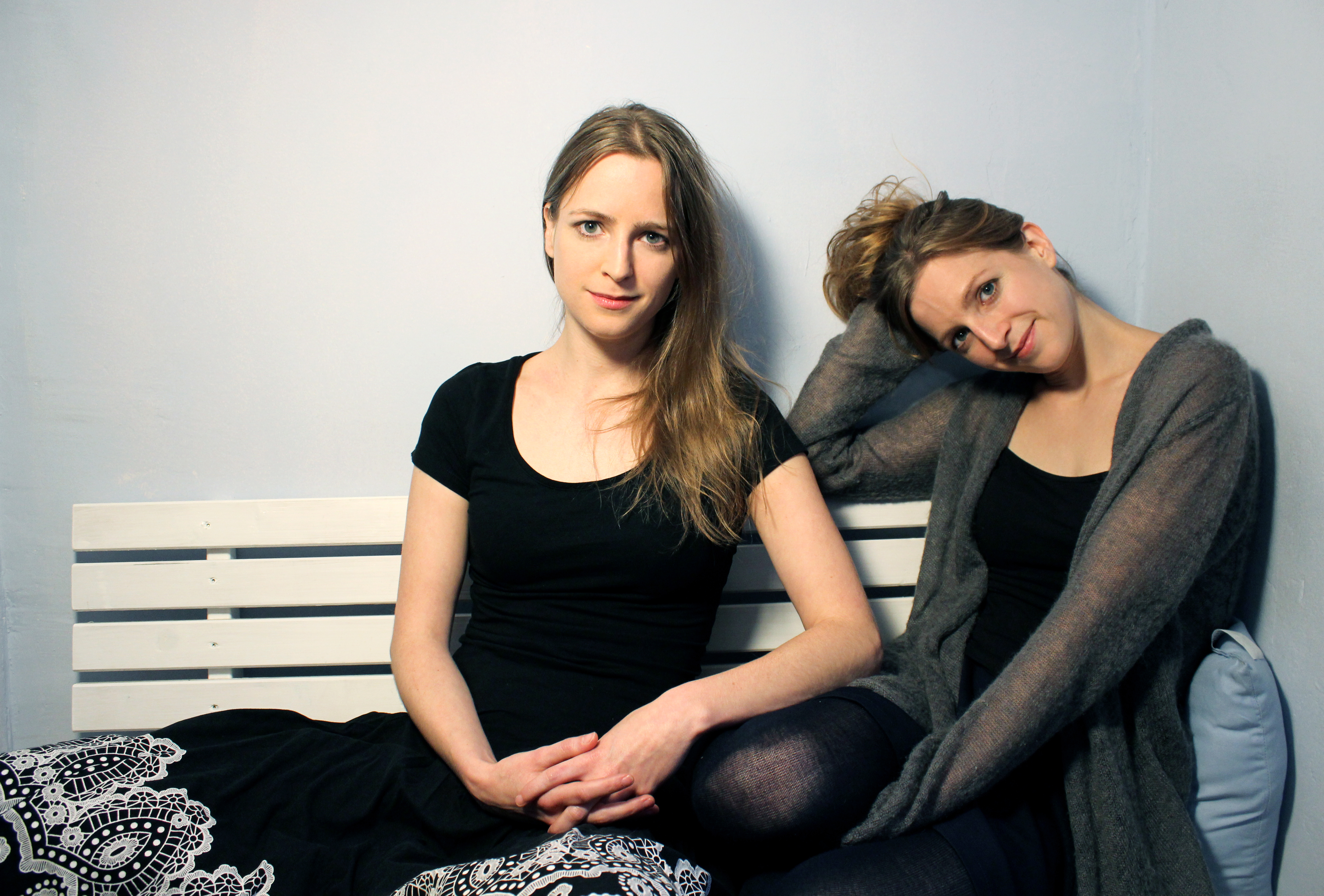
RaDeschnig

RaDeschnig ist ein österreichisches Musik-Kabarett Duo bestehend aus den beiden Kärntner Zwillingsschwestern Birgit und Nicole Radeschnig (* 31. Juli 1984 in Klagenfurt).

## Werdegang
Die Zwillingsschwestern Birgit und Nicole Radeschnig studierten ab 2003 „Musikalisches Unterhaltungstheater“ an der Konservatorium Wien Privatuniversität. Dort verfassten sie im Rahmen des Fidelio-Wettbewerbs erstmals eigene kabarettistische Texte.
Seit 2004 waren sie als Schauspielerinnen und Sängerinnen auf unterschiedlichen Bühnen zu sehen (u. a. Theater der Jugend Wien, Palladiumtheater Stuttgart, Kammerlichtspiele Klagenfurt). Seit dem Gewinn des Grazer Kleinkunstvogels 2010 touren die beiden Musik-Kabarettistinnen mit ihren Programmen durch den deutschsprachigen Raum.
RaDeschnig sind Gründungsmitglieder der Kabarett Mixed Show „Die gemischte Platte“ (gemeinsam mit den Kabarett-Duos Gerafi und Flüsterzweieck sowie Gastauftritten anderer Kabarettisten), sowie des Kabarettbandprojektes  „Papierkorblieder“ mit Rudi Schöller und Vinzent Binder.
2014 komponierten und arrangierten RaDeschnig außerdem die Musik zur kabarettistischen Lesung Der allerletzte Tag der Menschheit – jetzt ist wirklich Schluss von Hosea Ratschiller.
In ihrem ersten Programm Nach Kärnten (Premiere 2010) widmeten sich RaDeschnig der Aufarbeitung ihrer Kärntner Herkunft. In ihrem Programm A Zimmerl zum Leben schilderten die Künstlerinnen ihre Vision einer Seniorenwohnanlage der Zukunft. Sie stellten sich mit schwarzem Humor der Frage, wie die Gesellschaft mit dem Thema Altern und Sterben umgeht und in Zukunft umgehen wird.  In Experimensch – das Magazin beschäftigen sich die beiden kritisch mit dem allgemein verbreiteten und propagierten Gesundheits- und Glückseligkeits-Wahn. Im vierten Kabarettprogramm Zimmer – Küche – Kabinett geht es um den Rückzug in die eigenen vier Wände, weil „frau“ mit den Spielregeln der reellen Welt nicht mehr zurechtkommt; die Geschichte von zwei Frauen, die Eine sind.
Das Best-of Programm Rückblendend gibt einen Überblick über die besten Acts aller bisherigen Programme.
Die Programme von RaDeschnig zeichnet schwarzer Humor, Zynismus und Musikalität aus. Der Tatsache ihrer körperlichen Ähnlichkeit bedienen sich die beiden Zwillingsschwestern bewusst.

## Programme
- 2010: Nach Kärnten
- 2012: A Zimmerl zum Leben[2]
- 2014: Experimensch – das Magazin[3][4]
- 2015: Rückblendend – Die besten Lieder und Geschichten seit damals
- 2016: Zimmer – Küche – Kabinett, Premiere am 28. Jänner 2016, Theater am Alsergrund, Regie: Nikolaus Habjan[5][6][7][8]
- 2018: Doppelklick[9]
- 2023: Säulenheilig.[10]

## Fernsehen und Radio
- 2014: ORF-Comedy-Format Eckel mit Kanten [11]
- 2014: Radiokolumne Die Melanie und I auf Radio FM4[12]
- 2024: Der Metzger – Mordstheater (Fernsehreihe)

## Auszeichnungen

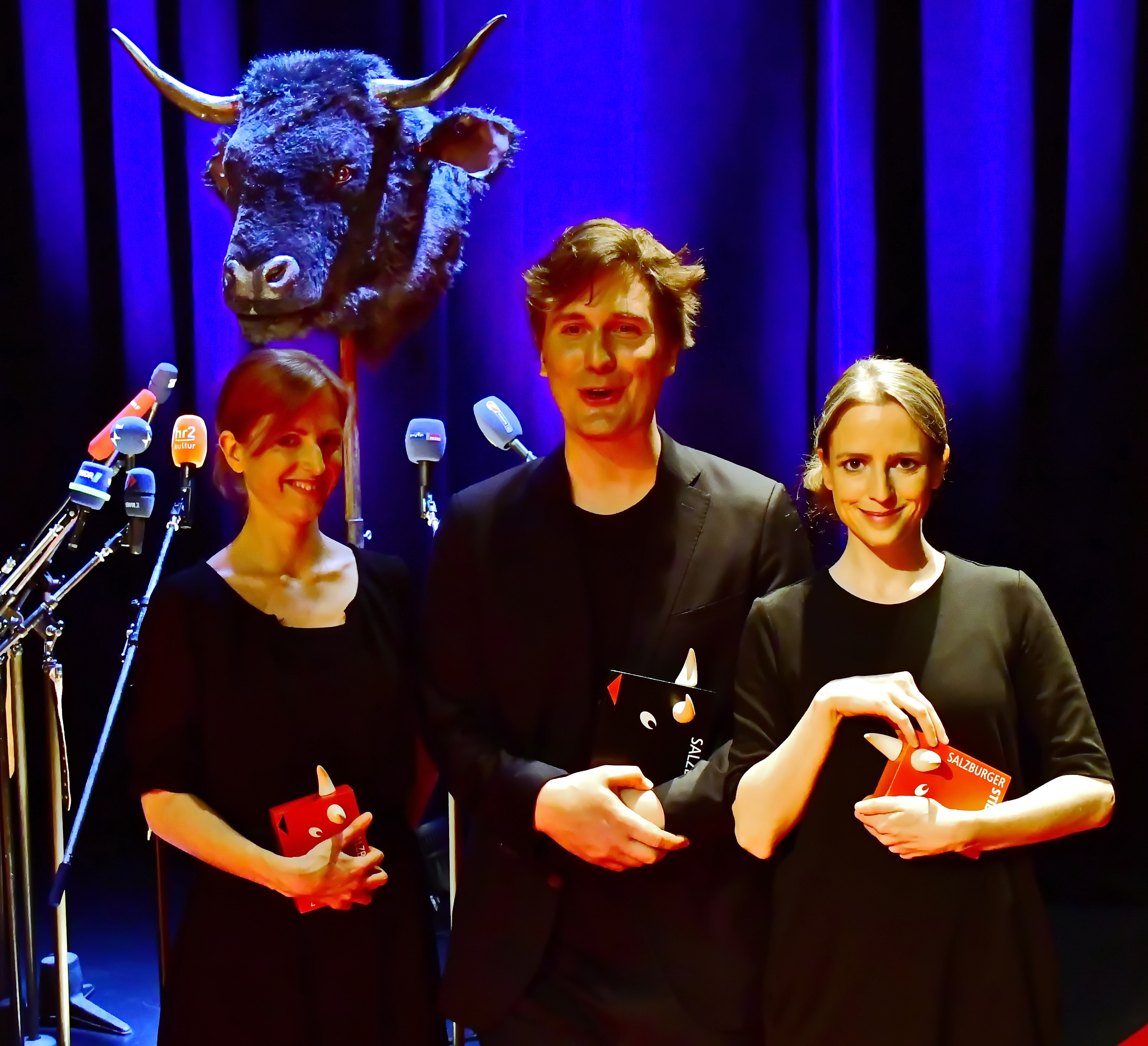
Hosea Ratschiller & RaDeschnig, Preisverleihung Salzburger Stier, 2017

- 2005 und 2006: Fidelio Wettbewerb in der Sparte Darstellende Kunst[13]
- 2010: Grazer Kleinkunstvogel[14]
- 2011: Freistädter Frischling[15]
- 2013: Einmannstammtisch - Nachwuchspreis vom Kulturlabor Stromboli
- 2014: Talente Show Wiener Kabarettfestival
- 2015: Hallertauer Kleinkunstpreis (Zweiter Platz)[16]
- 2016: Herborner Schlumpeweck
- 2016 Österreichischer Kabarettpreis (Programmpreis) für Der allerletzte Tag der Menschheit, gemeinsam mit Hosea Ratschiller[17]
- 2017 Salzburger Stier gemeinsam mit Hosea Ratschiller[18]
- 2019 Österreichischer Kabarettpreis – Programmpreis für Doppelklick[19]